# Aiaaira
Aiaaira, Аиааира in abcaso, il cui testo è stato scritto da Gennady Alamia e la cui musica è stata scritta da Valera Çkaduwa, è l'inno nazionale dell'Abcasia dal 1992.